# Mont Tizard
Le mont Tizard est un sommet situé sur la Grande Terre des îles Kerguelen dans les Terres australes et antarctiques françaises (TAAF). À 846 m d'altitude, il constitue le point culminant de la presqu'île Jeanne d'Arc.

## Toponymie
Le mont doit son nom – attribué en 1874 lors de l'expédition du Challenger – au lieutenant de navigation de la corvette britannique Challenger Thomas Henry Tizard (en)

## Géographie
Le mont Tizard est situé à l'extémité sud-est des Kerguelen sur la presqu'île Jeanne d'Arc, où il domine la baie des Licornes au sud. S'élevant à 845,77 m, il constitue l'un des trois sommets dits des Trois Frères ainsi que le point culminant de la presqu'île et le point géodésique K6 de l'archipel. Son flanc oriental alimente un petit lac d'altitude.